# Lisa Spark
Lisa Maria Spark (* 7. Mai 2000) ist eine deutsche Biathletin. Sie wurde Juniorenweltmeisterin 2022 und Europameisterin 2023 im Einzel.

## Karriere
Ihre ersten internationalen Rennen bestritt Lisa Spark bei den Biathlon-Juniorenweltmeisterschaften 2019. Dort gewann sie im Staffelrennen – gemeinsam mit Mareike Braun und Hanna-Michéle Hermann – die Silbermedaille. Es folgten Einsätze im IBU-Junior-Cup sowie bei weiteren Juniorenwelt- und Europameisterschaften. Im Juniorcup des Winters 2019/20 gewann sie das Auftaktrennen auf der Pokljuka-Hochebene in Slowenien. Sie gewann in dieser Saison ein weiteres Sprintrennen, die Jahreswertung im Sprint und wurde in der Gesamtwertung Zweite hinter der Schweizerin Amy Baserga.
Im Winter 2020/21 ging sie im regulären IBU-Cup an den Start, verpasste bei ihren ersten Rennen die Punkteränge jedoch deutlich. Bei den Biathlon-Juniorenweltmeisterschaften 2021 in Obertilliach konnte sie sich nicht in den Medaillenrängen platzieren, ihr bestes Ergebnis war ein 30. Platz im Einzelwettkampf. Zurück im IBU-Cup erreichte sie bei den letzten Rennen der Saison – die ebenfalls in Obertilliach ausgetragen wurden – in allen Einzelrennen die Punkteränge.
Nach starken Leistungen bei den Deutschen Meisterschaften 2021 durfte Lisa Spark auch in der Saison 2021/22 im IBU-Cup an den Start gehen. Bis auf einen achten Platz in Osrblie im Januar erreichte sie aber erneut nur unterdurchschnittliche Ergebnisse. Im Juniorenbereich hingegen war Spark deutlich erfolgreicher als im Vorjahr: Bei den Europameisterschaften Ende Januar auf der Pokljuka gewann sie Bronze in der Verfolgung und bei den Weltmeisterschaften im März im amerikanischen Soldier Hollow war sie mit Gold im Einzel, Silber in der Staffel und Bronze im Sprint eine der erfolgreichsten Athletinnen.
Ihre erste Saison als Nicht-Juniorin verbrachte Spark wiederum im IBU-Cup. Nach durchschnittlichen Ergebnissen im Dezember steigerte sie sich im Januar und erreichte auf der Pokljuka erstmals das Podium der Rennserie. Bei den Europameisterschaften 2023 in der Lenzerheide Ende desselben Monats gewann Spark mit fehlerfreiem Schießen den Titel im Einzel; zudem wurde sie mit der Mixed-Staffel Zweite. Nach weiteren Top-10-Platzierungen beim IBU-Cup-Finale in Canmore beendete sie die Saison auf Platz 9 in der Gesamtwertung, wodurch sie sich für das Weltcup-Finale in Oslo qualifizierte. Dort gab sie als 53. im Sprint ihr Debüt in der höchsten Rennserie.

## Statistik

### Europameisterschaften
| Europameisterschaft | Europameisterschaft | Einzel | Sprint | Verfolgung | Mixed- Staffel | Single-Mixed- Staffel |
| Jahr                | Ort                 | Einzel | Sprint | Verfolgung | Mixed- Staffel | Single-Mixed- Staffel |
| ------------------- | ------------------- | ------ | ------ | ---------- | -------------- | --------------------- |
| 2023                | Lenzerheide         | 1.     | 21.    | 24.        | 2.             | –                     |

### Junioren-Weltmeisterschaften
| Weltmeisterschaften | Weltmeisterschaften | Weltmeisterschaften | Einzel | Sprint | Verfolgung | Staffel |
| Jahr                | Ort                 | Altersklasse        | Einzel | Sprint | Verfolgung | Staffel |
| ------------------- | ------------------- | ------------------- | ------ | ------ | ---------- | ------- |
| 2019                | Brezno-Osrblie      | Jugend              | 12.    | 12.    | 15.        | 2.      |
| 2020                | Lenzerheide         | Junioren            | 40.    | 8.     | 4.         | 4.      |
| 2021                | Obertilliach        | Junioren            | 30.    | 41.    | 32.        | 8.      |
| 2022                | Soldier Hollow      | Junioren            | 1.     | 3.     | 4.         | 2.      |